# Frank Behrendt
Frank Behrendt (* 29. Oktober 1959 in Essen) ist ein deutscher Chemiker und Verfahrenstechniker. Er leitet am Institut für Energietechnik der Technischen Universität Berlin das Fachgebiet Energieverfahrenstechnik und Umwandlungtechniken regenerativer Energien.

## Leben
Behrendt begann im Oktober 1978 ein Chemiestudium in Aachen, das er ab April 1981 an der Universität Heidelberg fortsetzte. Im Januar 1984 erwarb er dort das Diplom als Chemiker und wurde 1989 promoviert. Von Januar 1989 bis Dezember 1994 hatte er eine PostDoc-Stelle an der Universität Stuttgart und anschließend erneut an der Universität Heidelberg. 1999 habilitierte er sich an der Universität Stuttgart. 
Seit April 2001 lehrt Behrendt als Professor für das Fachgebiet Energieverfahrenstechnik und Umwandlungstechniken regenerativer Energien an der Technischen Universität Berlin. Seit 2003 gehört er dem Akademischen Senat der Universität an. Von 2011 bis 2020 war er Geschäftsführer des TU-Campus EUREF gGmbH, einem An-Institut der TU Berlin. Seit Januar 2022 ist er Dekan der Fakultät III (Prozesswissenschaften). Im April 2022 wurde Behrendt zudem Beauftragter der Präsidentin der TU Berlin für Internationales, Fundraising und Alumni. 
Zu seinen Forschungsfeldern gehört die thermochemische Wandlung von Biomasse.
Behrendt ist seit 2007 ordentliches Mitglied der Deutschen Akademie der Technikwissenschaften (acatech). Seit 2022 ist er Vorsitzender des Landesverbandes Berlin und Brandenburg im Verein Deutscher Ingenieure (VDI).